# مونتورو اینفریوره
مونتورو اینفریوره (به ایتالیایی: Montoro Inferiore) یک منطقهٔ مسکونی در ایتالیا است که در استان آولینو واقع شده‌است. مونتورو اینفریوره ۱۹ کیلومتر مربع مساحت و ۱۰٬۳۸۰ نفر جمعیت دارد و ۱۹۰ متر بالاتر از سطح دریا واقع شده‌است.

## خواهرخوانده
شهر استریانو خواهرخواندهٔ مونتورو اینفریوره هست.